# Samuel J. Tilden
Samuel Jones Tilden (New Lebanon, 9 febbraio 1814 – Yonkers, 4 agosto 1886) è stato un politico e avvocato statunitense.

## Biografia
Eletto governatore dello stato di New York nel 1875, Samuel J. Tilden fu candidato del partito democratico alle elezioni del elezioni presidenziali del 1876, proveniente dallo stato di New York. Ottenne la maggioranza assoluta dei voti (51%) e sopravanzò di circa 250.000 voti il suo avversario, il repubblicano dell'Ohio Rutherford B. Hayes, ma rispetto a quest'ultimo conquistò un grande elettore in meno: 185 a 184. Nel 1877 si realizzò un complicato compromesso: la presidenza a Hayes in cambio del ritiro definitivo dell'esercito federale dal sud.